# フェルディナン・アンベール
フェルディナン・アンベール（Jacques-Ferdinand Humbert、1842年10月8日 - 1934年10月6日）はフランスの画家である。肖像画などを描いた。私立の美術学校、アカデミー・アンベール(Académie Humbert)を経営したことでも知られる。姓は日本ではウンベールと音訳される場合もある。

## 略歴
パリで生まれた。叔父に風景画家のシャルル・アンベール(Jean Charles Ferdinand Humbert (1813–1881)がいる。1861年にパリ国立高等美術学校に入学し、フランソワ＝エドゥアール・ピコやアレクサンドル・カバネル、ウジェーヌ・フロマンタンに学んだ。
1865年からサロン・ド・パリに出展をはじめ、1866年、1867年、1869年に作品が入選した。1974年からパリのパンテオンにフランスとパリの歴史を題材に壁画を描く仕事を続け、この壁画は1900年に完成した。
早くからアンリ・ジェルベクスと共同で、絵画の個人教授をしていたが、1898年に自らの美術学校をモンマルトル、クリシー通りに開いた。当初はアメリカからの学生が多かったが、1902年から1904年の間、フランシス・ピカビアやジョルジュ・ブラックが学び、ブラックはこの学校でマリー・ローランサンと知り合い、ラウル・デュフィやオトン・フリエスといった前衛的な画家を紹介されることになった。 美術学校長として教え方の評価は高かったが、週一度、土曜日にだけ指導を受け持ち、火曜から木曜は Albert Wallet (1852–1918)や François Thévenot (1856–1943) といった画家が教えた。この学校で学んだその他の学生には マリウス・ボルジョー(Marius Borgeaud: 1861-1924) やマルグリット・ジャンヌ・カルペンティエ(Marguerite Jeanne Carpentier: 1886–1965)、Cecilia Cuțescu-Storck (1879-1969)、Andrée Lavieille(1887-1960)といったアーティストがいる。
レジオンドヌール勲章（コマンドゥール）を受勲した。

## 作品

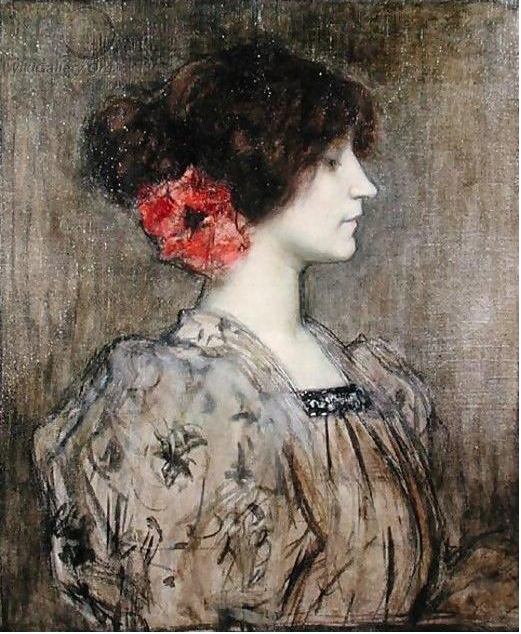
コレット(作家)の肖像画
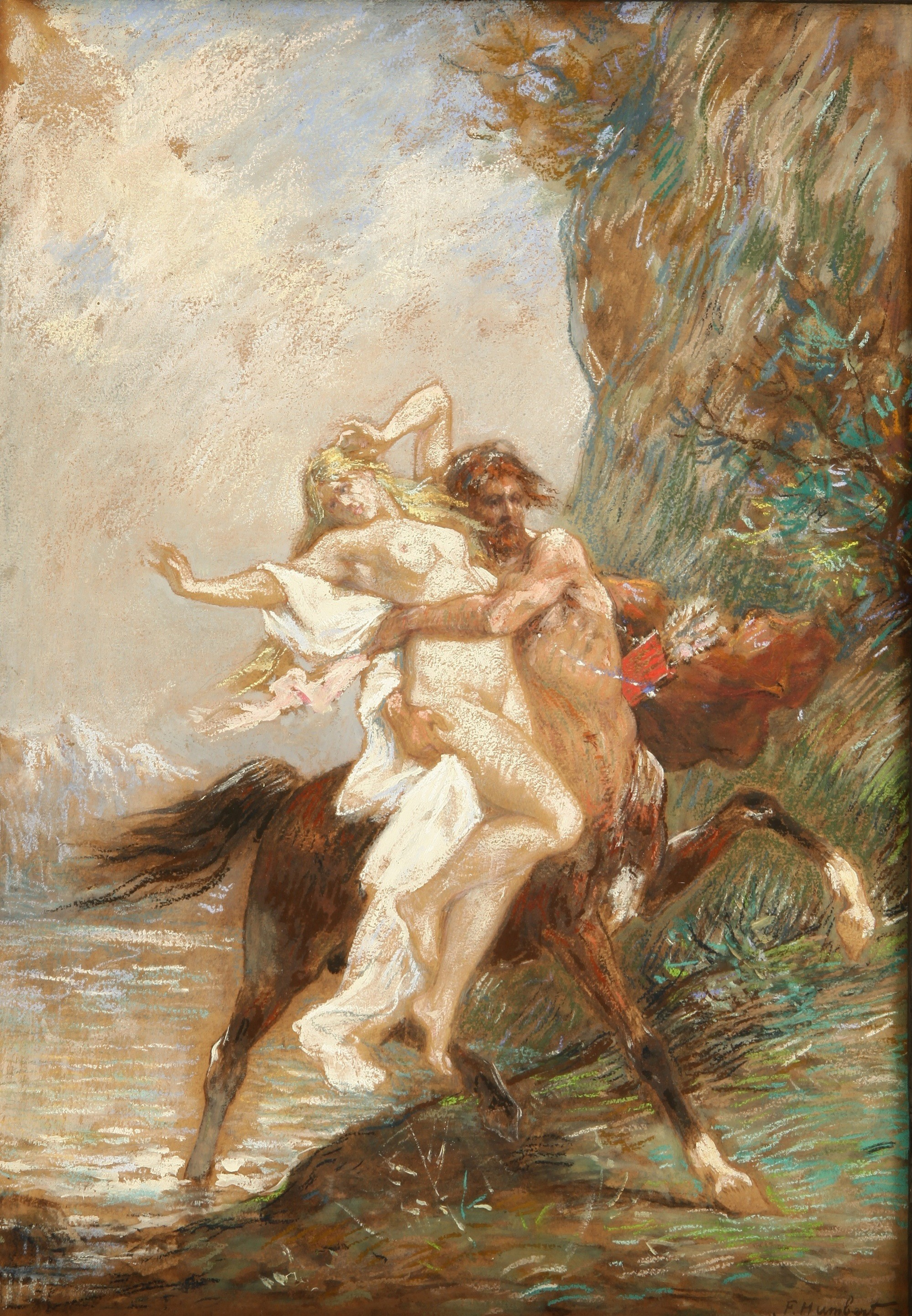
デーイアネイラ
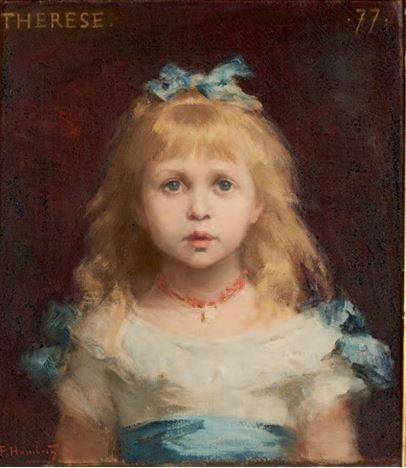
ウジェーヌ・フロマンタンの孫娘
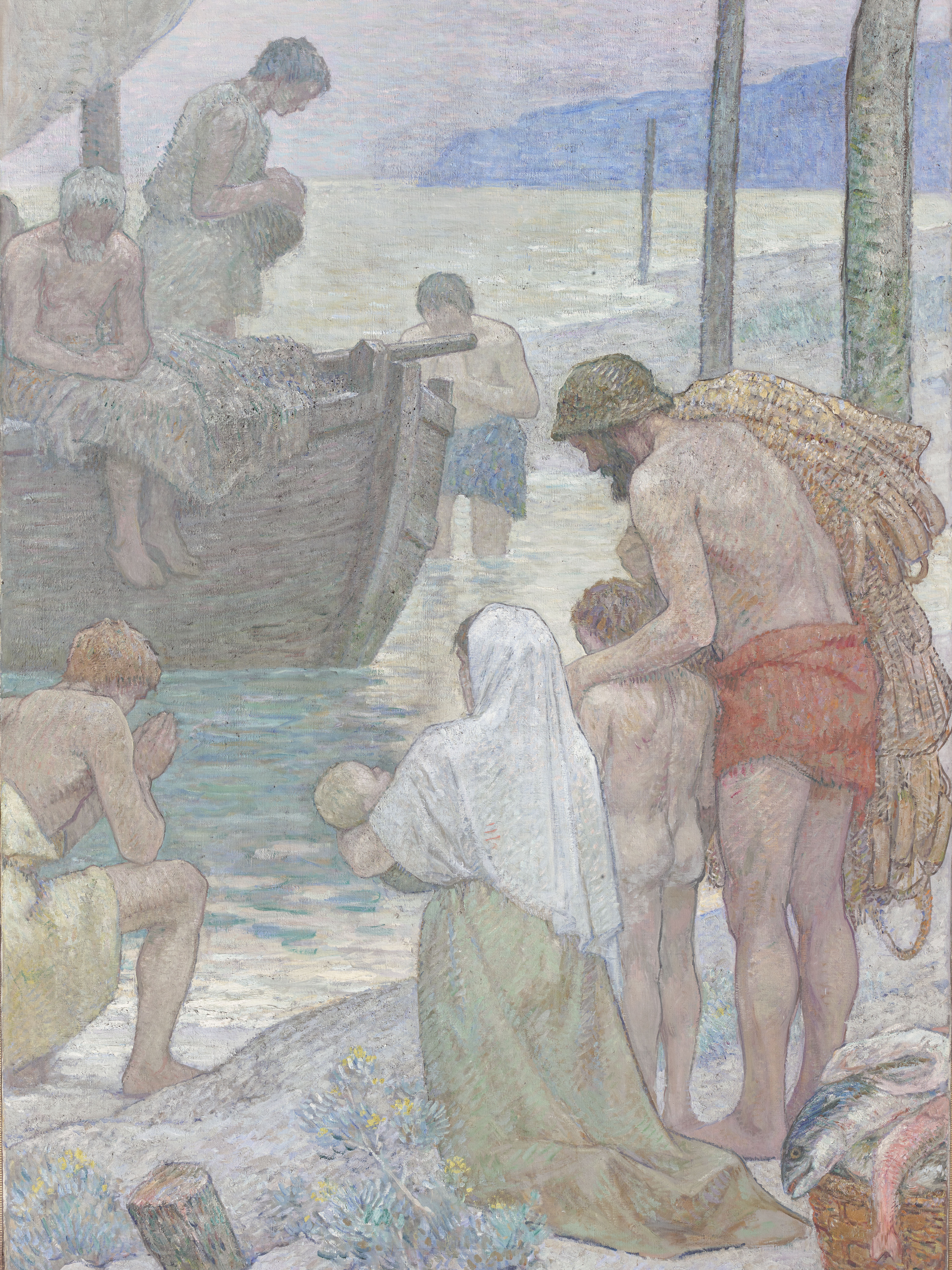
パンテオン (パリ)の壁画